# Igreja de Santa Maria a Virgem (Kensworth)

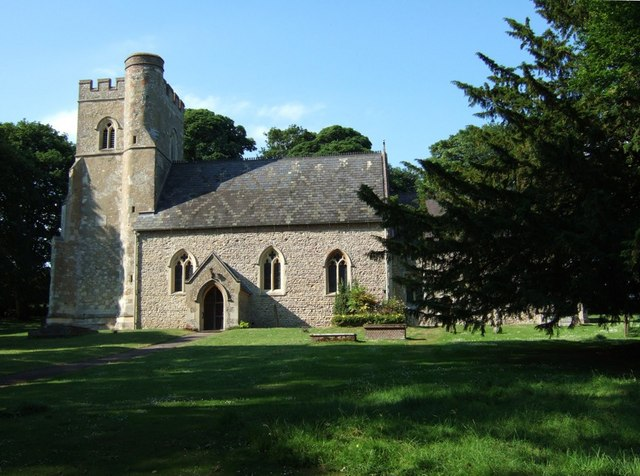
Igreja de Santa Maria a Virgem, Kensworth

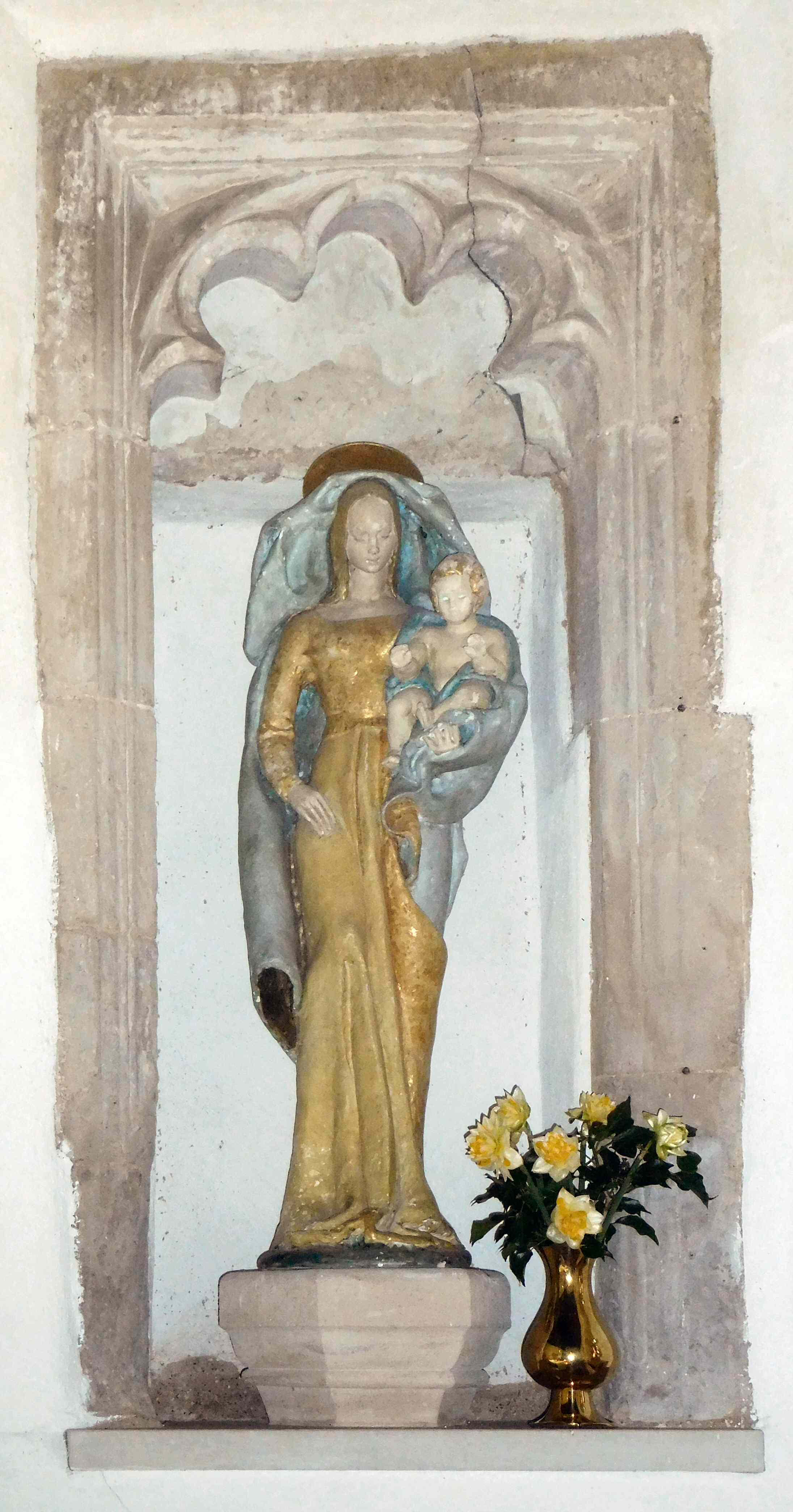
Estátua da Madonna com o Menino

A Igreja de Santa Maria a Virgem é uma igreja listada como Grau I em Kensworth, Bedfordshire, Inglaterra. Tornou-se um edifício listado no dia 3 de fevereiro de 1967.